# Josef Sahula
Josef Sahula (8. února 1918, Ústí nad Orlicí – 31. prosince 2006, Prachatice) byl český akademický malíř a grafik, pedagog, čestný občan města Prachatice.

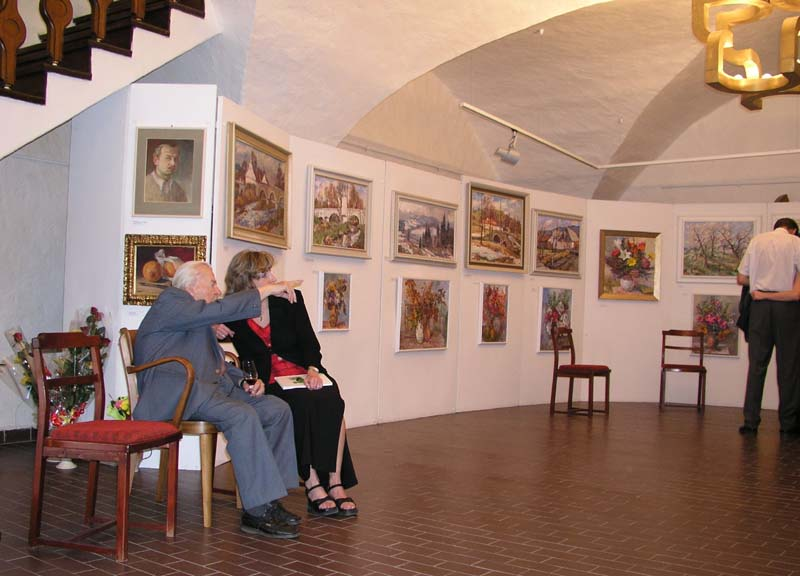
Josef Sahula 2003

## Biografie
V roce 1938 maturoval na Státním reálném gymnáziu ve Vysokém Mýtě, kde získal základy kresby a malby od A. Srnského. Po absolvování gymnázia studoval v letech 1938-1946 na Vysoké škole architektury a pozemního stavitelství při ČVUT a přírodovědecké fakultě UK. Po uzavření vysokých škol v době protektorátu byl zaměstnán u firmy AFIT ve Štěpánské ul. v Praze jako animátor kresleného filmu, později totálně nasazen u firmy Junkers Praha 

Během studií byl výrazně ovlivněn svými profesory: krajinomalba Oldřich Blažíček, figurální kresba a grafika Cyril Bouda, užitá grafika a kompozice Josef Sejpka, plastika Karel Pokorný a Karel Lidický 

Od roku 1946 působil jako středoškolský profesor na Státním reálném gymnáziu v Poděbradech a zároveň vychovatel v Koleji Jiřího z Poděbrad. Vyučoval zde např. Miloše Formana nebo Václava Havla. V roce 1948 byl přeložen na Státní reálné gymnázium v Prachaticích, obor deskriptivní geometrie, matematika a výtvarná výchova. V letech 1950 -1983 Pedagogické gymnázium v Prachaticích - později přejmenováno na Střední pedagogická škola. Roku 1951 se oženil s Annou Kunešovou, v manželství se jim narodily 4 děti.
V roce 1969 byl oceněn při příležitosti setkání ke 40 letům od smrti Otokara Březiny, kdy obdržel pamětní medaili ke 100. výročí narození Otokara Březiny.

## Další činnost
- 1967 kandidát SČVU
- 1975 člen SČVU
- 1990 člen Asociace Jihočeských výtvarníků
- soudní znalec v oboru výtvarného umění

## Dílo
Dílo Josefa Sahuly spadá mezi realismus ovlivněný impresionismem. Ve své tvorbě byl ovlivněn dílem Oldřicha Blažíčka.
Sahulova tvorba je zastoupena ve sbírkách Ministerstva kultury ČR, jihočeských galeriích , v soukromých sbírkách doma i v zahraničí.
Tvořil na Šumavě, Pošumaví, Prachaticích, podnikal studijní cesty do Rakouska, Maďarska, Itálie, Bulharsku, Izraeli, Jugoslávii a Německu.
Tvořil olejomalby, volnou a užitou grafiku, litografie, kresby, akvarely.

## V dokumentech
- 1978, Jubilea (Kronika), Výtvarná kultura, 2,2,1978,
- 1980, Třicet pět let výtvarného umění a architektury v jižních Čechách,
- 1984, Seznam výtvarných umělců evidovaných při Českém fondu výtvarných umění,
- 2007, Paměť umění vodňanské městské galerie
- 2008, Mager Jan Antonín , Josef Sahula, Rodopisná revue, ?, 1, jaro,2008,24-24.